# Serpentine (Motorpsycho)
Serpentine è un EP del gruppo musicale norvegese Motorpsycho, pubblicato nel 2002, contenente le canzoni scartate dal disco Phanerothyme, oltre alla versione radio della Serpentine inclusa in It's a Love Cult.

## Tracce
1. Serpentine (radio edit) (3:30)
2. Shane 2AM (2:54)
3. Little Ricky Massenburg (4:12)
4. Snafu (4:36)
5. Fade to Gray (5:38)

## Formazione
- Bent Sæther: Voce, basso, chitarre, mellotron, guitarmando, percussioni, organo viscount, batteria
- Hans Magnus Ryan: Chitarra, voce, piano, organo viscount, mellotron, basso
- Håkon Gebhardt: Batteria, voce, percussioni, chitarre, zither, banjo, chitarra slide